# Tamboko
Ne doit pas être confondu avec Tambogo.
Tamboko est une localité située dans le département de Korsimoro de la province du Sanmatenga dans la région Centre-Nord au Burkina Faso.

## Géographie
Localité constituée de plusieurs centres d'habitation dispersés, Tamboko est situé à 7 au sud-est de Nimpoui, à environ 30 km à l'ouest de Korsimoro, le chef-lieu du département, mais seulement à 22 km au sud de Mané. La capitale régionale Kaya est à 45 km au nord-est.
Le village présente la particularité d'être traversé par la ligne ferroviaire d'Abidjan à Ouagadougou, exploitée par Sitarail, mais se trouve sur le tronçon désaffecté (depuis 1998) reliant Ouagadougou à Kaya. Toutefois, des projets de réouverture et de prolongation de la ligne du Sahel sont à l'étude.

## Économie
L'agro-pastoralisme est l'activité économique principale du village.

## Éducation et santé
Le centre de soins le plus proche de Tamboko est le centre de santé et de promotion sociale (CSPS) de Nimpoui tandis que le centre hospitalier régional (CHR) se trouve à Kaya.
Tamboko possède une école primaire publique alors que les études secondaires se font au collège d'enseignement général (CEG) d'Imiougou-Natenga.